# 馬林基
49°26′47″N 29°11′3″E / 49.44639°N 29.18417°E
馬林基（烏克蘭語：Малинки），是烏克蘭的村落，位於該國西南部文尼察州，由文尼察區負責管轄，面積1.62平方公里，海拔高度260米，2001年人口350，人口密度每平方公里216.05人。